# Legoland Windsor
Pour les articles homonymes, voir Legoland et Windsor.
Legoland Windsor est un parc à thèmes Legoland situé à Windsor, dans le Berkshire, en Angleterre, dans la grande banlieue londonienne. Deuxième parc de la franchise Legoland, le parc a ouvert en 1996 sur le site du Windsor Safari Park.
Le parc a été acheté par le groupe Blackstone en 2005 (avec 30 % des parts toujours détenus par le groupe Lego). Le parc est aujourd’hui dirigé par Merlin Entertainments.

## Histoire
Le groupe Lego chercha à développer un second parc après l’ouverture de Legoland Billund.
En janvier 1992, le site de Windsor Safari Park fut choisi parmi plus de 1 000 emplacements envisagés.
Le parc ouvrit en mars 1996, après 4 ans de travaux et de préparatifs. Sa première saison attira plus de 1,4 million de visiteurs.
Le parc ouvrit pour la première fois en saison hivernale le 20 novembre 1999.
Le 13 juillet 2005, le groupe Blackstone devint propriétaire du parc jusqu’au passage à Merlin Entertainments.
En 2012, le Legoland Hotel de 150 chambres est inauguré.

## Le parc d'attractions
Le parc est divisé en 10 zones thématiques :
- The Beginning
- Imagination Center
- Miniland : Cette zone présente plusieurs reproductions de monuments et de paysages à l’échelle 1:20e reconstitués avec des legos.
- Duplo Land
- Traffic
- Lego City
- Land of the Vikings
- Kingdom of the Pharaohs
- Knights’ Kingdom
- Adventure Land
- Pirates Landing

### Montagnes russes
| Nom                 | Type                             | Constructeur       | Zone            | Année |
| ------------------- | -------------------------------- | ------------------ | --------------- | ----- |
| Dragon              | Montagnes russes en métal        | WGH Transportation | Knights Kingdom | 1998  |
| Dragon's Apprentice | Montagnes russes en métal junior | WGH Transportation | Knights Kingdom | 1999  |

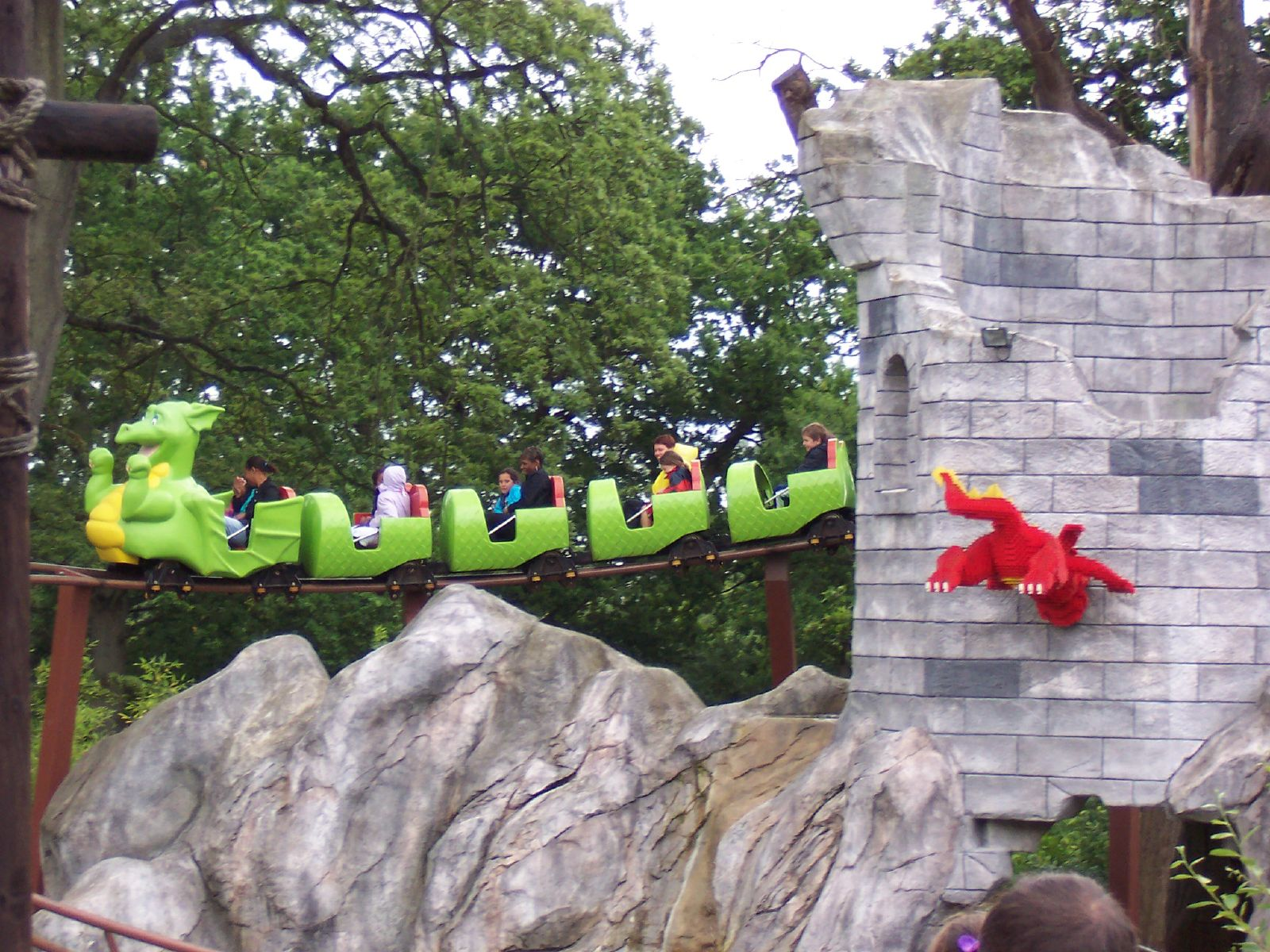
Dragon's Apprentice

### Attractions aquatiques
| Nom                          | Type                     | Constructeur    | Zone                | Année |
| ---------------------------- | ------------------------ | --------------- | ------------------- | ----- |
| Pirate Falls Dynamite Drench | Bûches                   | Zamperla        | Pirates Landing     | 1996  |
| Squid Surfer                 | Jet Skis                 | Zierer          | Adventure Land      | 2000  |
| Vikings' River Splash        | Rivière rapide en bouées | ABC Engineering | Land of the Vikings | 2007  |
| XtremeTeamChallenge          | Toboggan aquatique       |                 | Duplo Land          | 2006  |

### Parcours scéniques
| Nom                       | Type                                     | Constructeur      | Zone                    | Année |
| ------------------------- | ---------------------------------------- | ----------------- | ----------------------- | ----- |
| Atlantis Submarine Voyage | Parcours scénique sous-marin et Sea Life |                   | Adventure Land          | 2011  |
| Laser Raiders             | Parcours scénique interactif             | Sally Corporation | Kingdom Of The Pharaohs | 2009  |
| NINJAGO The Ride          | Parcours scénique interactif             | Triotech          | Ninjago World           | 2017  |

### Autres attractions
| Nom                         | Type                 | Constructeur          | Zone                    | Année |
| --------------------------- | -------------------- | --------------------- | ----------------------- | ----- |
| Aero Nomad                  | Grande Roue          | Zamperla              | Kingdom Of The Pharaohs | 1996  |
| Balloon School              | Balloon Ride         | WGH Transportation    | Traffic                 | 1999  |
| Dino Safari                 | Circuit en Jeep      | Metallbau Emmeln      | Adventure Land          | 2005  |
| Fire Academy                | Fire Academy         | Metallbau Emmeln      | Traffic                 | 2005  |
| Haunted House Monster Party | Mad House            |                       | Adventure Land          | 2019  |
| Jolly Rocker                | Bateau à bascule     | Huss Rides            | Pirates Landing         | 2010  |
| Scarab-bouncers             | Tour de chute junior | Zamperla              | Kingdom Of The Pharaohs | 2009  |
| Space Tower                 | Tower                | Heege Freizeittechnik | Imagination Centre      | 1997  |
| The Flight of the Sky Lion  | Flying theater       | Brogent Technologies  | Mythica                 | 2021  |
| Merlin's Challenge          | Music Express        | Mack Rides            | Knights Kingdom         | 2005  |

### Miniland
Cette zone reprend le concept des parcs de miniatures. Toutes les reproductions sont créées à partir de Legos. Elle présente des reproductions miniature en lego de bâtiments à l’échelle 1:20e, dont le palais de Buckingham à Londres, les châteaux d'Édimbourg et de Caerphilly, et Stonehenge, mais aussi des bâtiments de France, des Pays-Bas, de Belgique et de San Gimignano, entre autres.
- Imagination ;

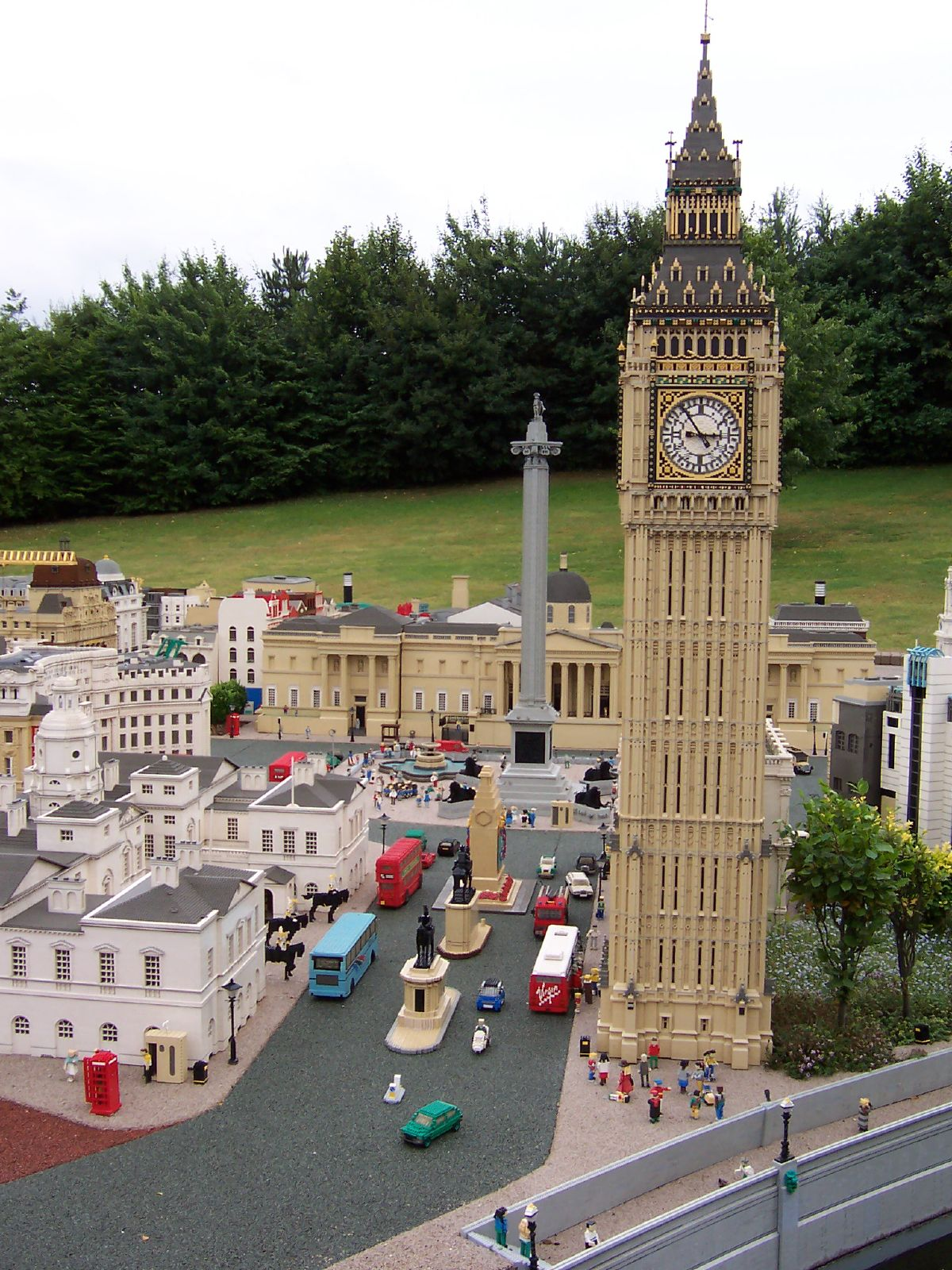
Big Ben
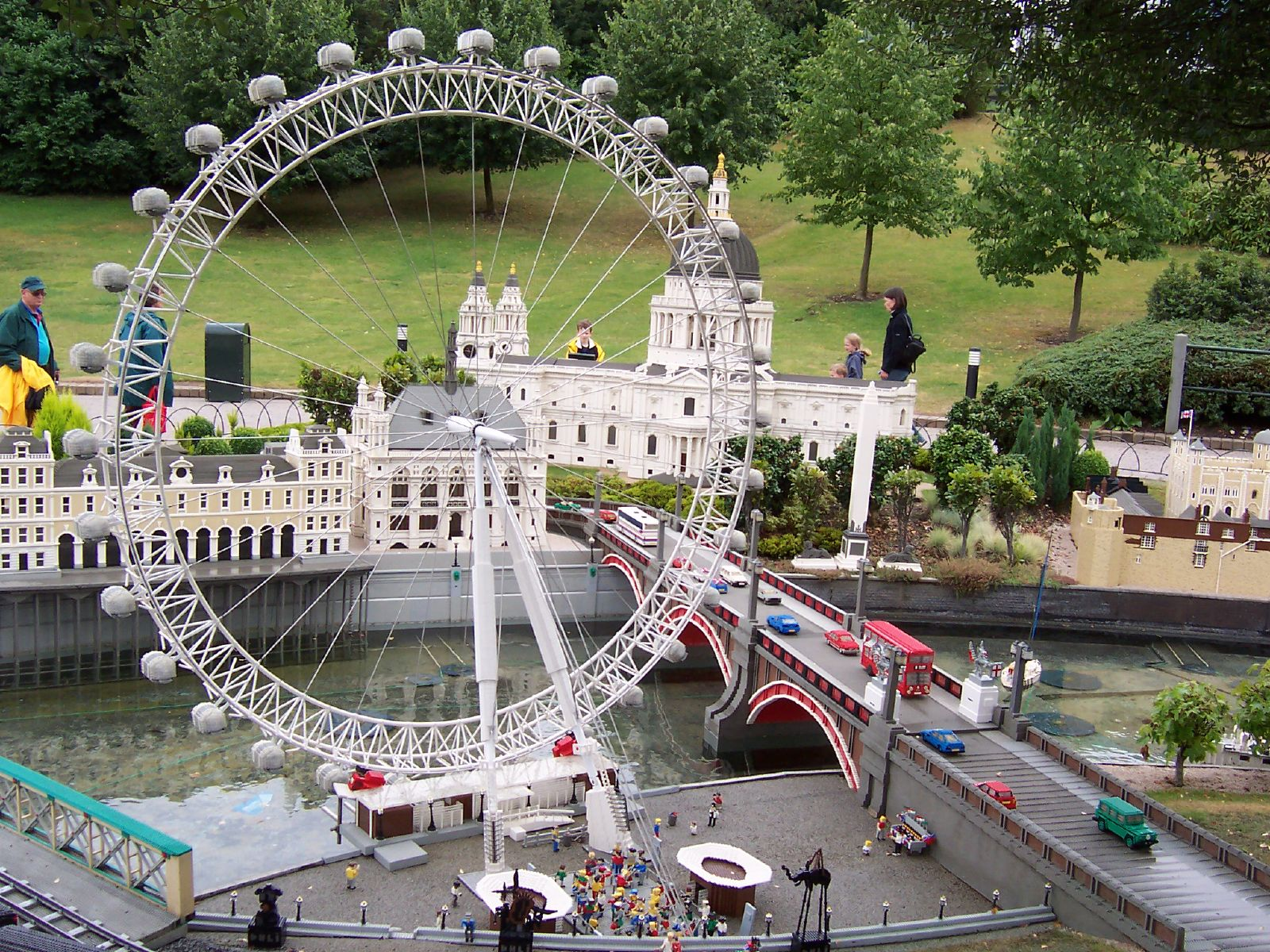
London Eye
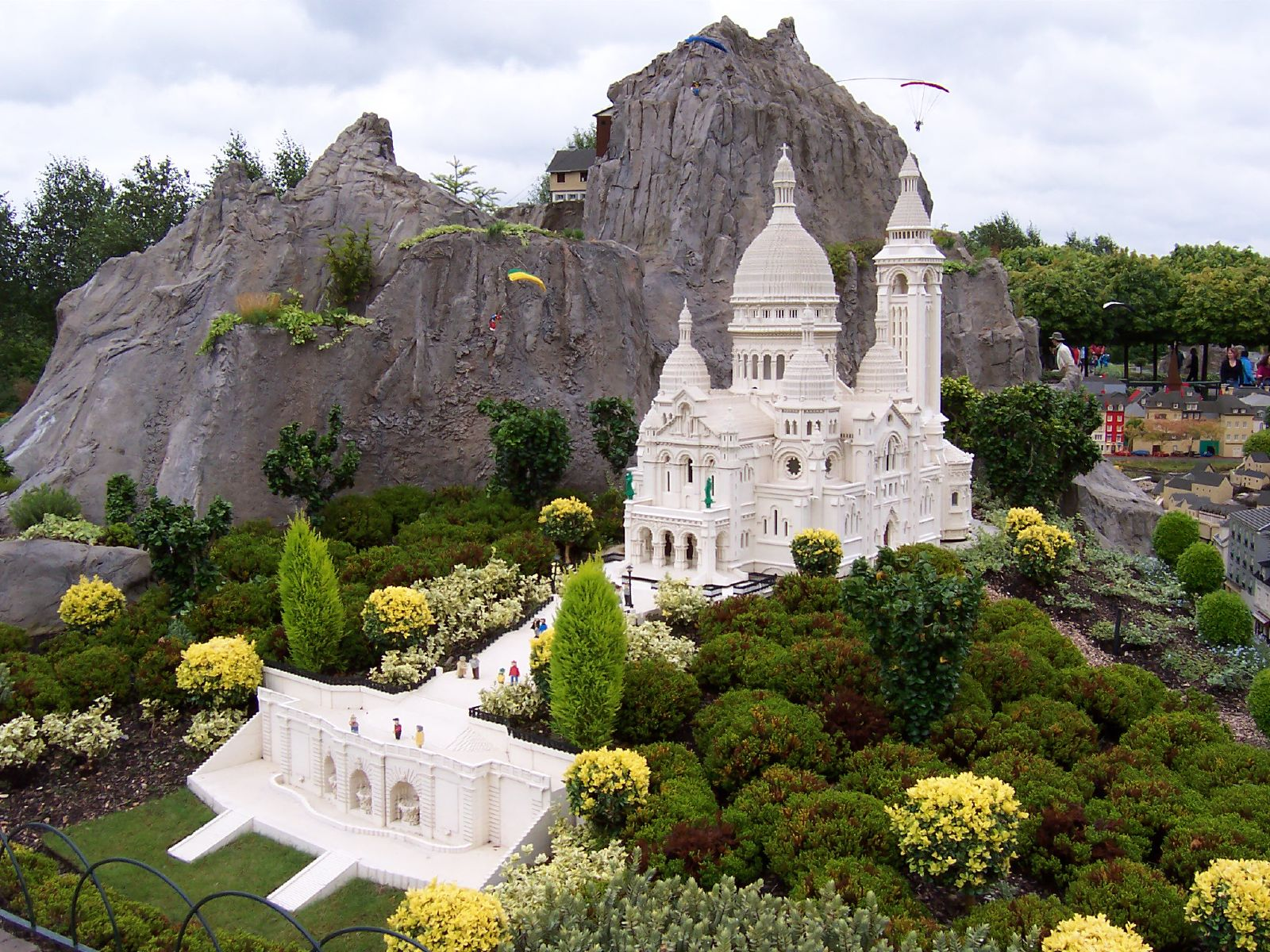
Le Sacré-Cœur
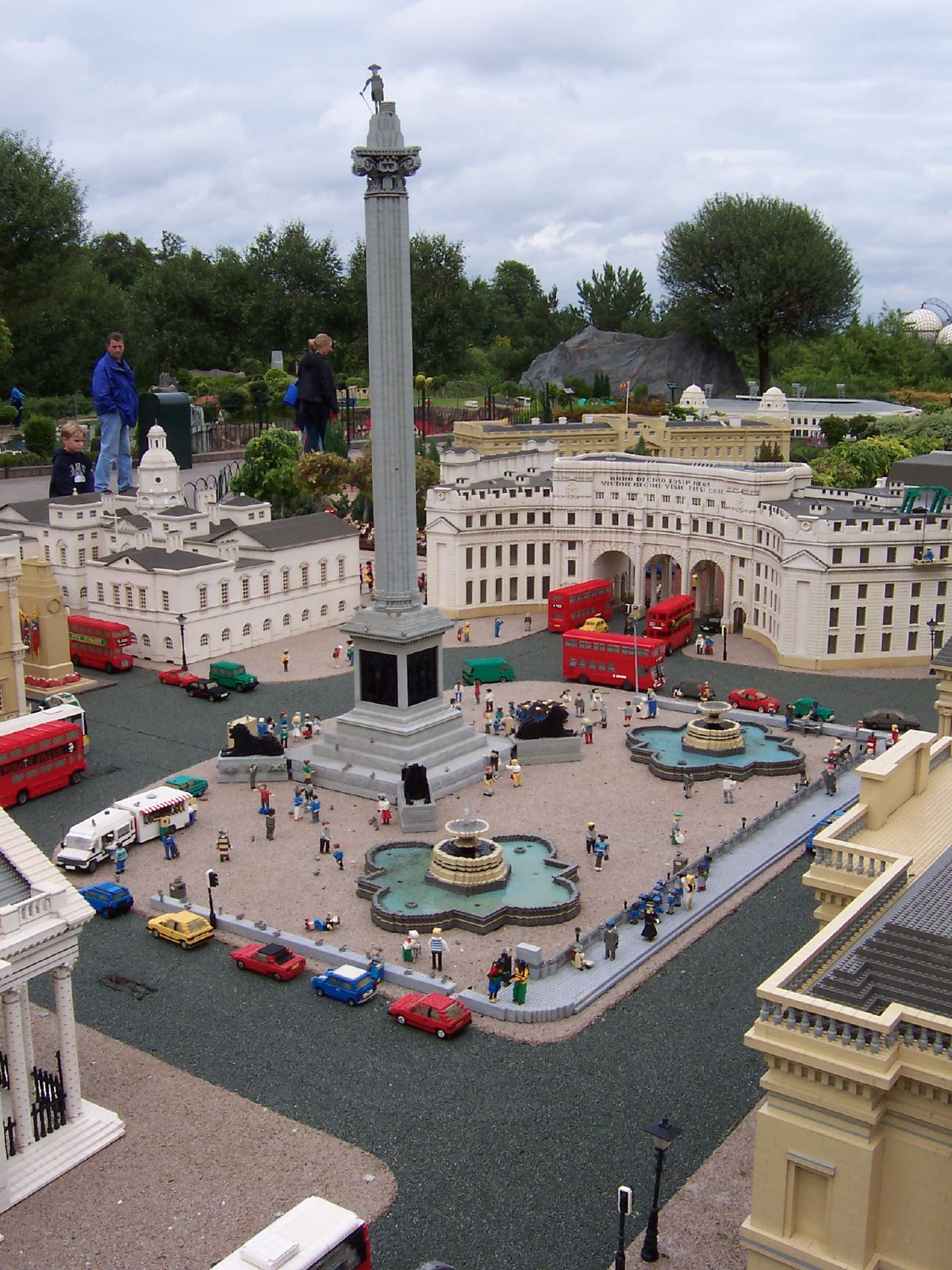
Trafalgar Square
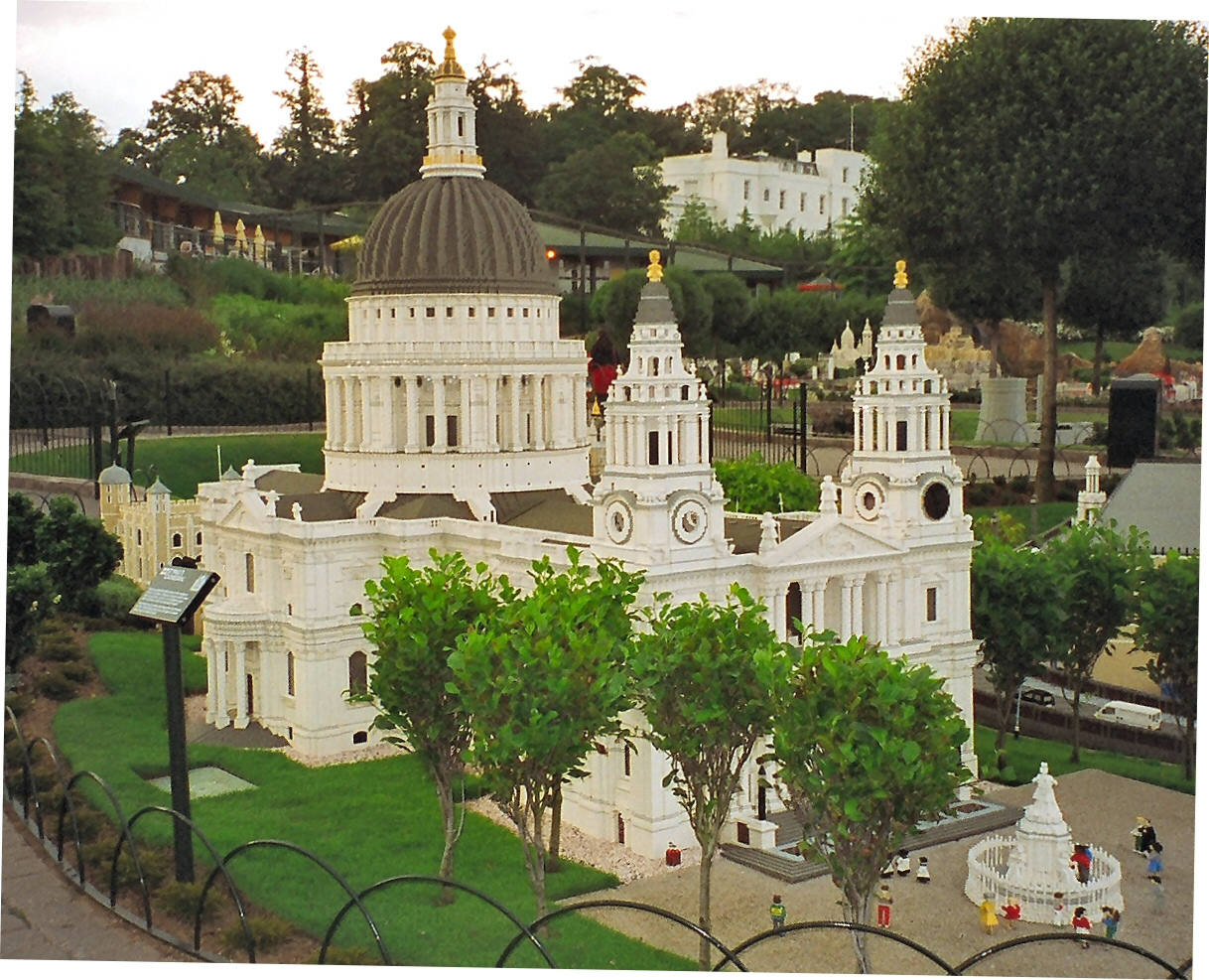
Cathédrale Saint-Paul de Londres

### Ancienne attraction
| Nom            | Type       | Constructeur | Zone           | Année       |
| -------------- | ---------- | ------------ | -------------- | ----------- |
| Jungle Coaster | Wild Mouse | Mack Rides   | Adventure Land | 2004 à 2009 |

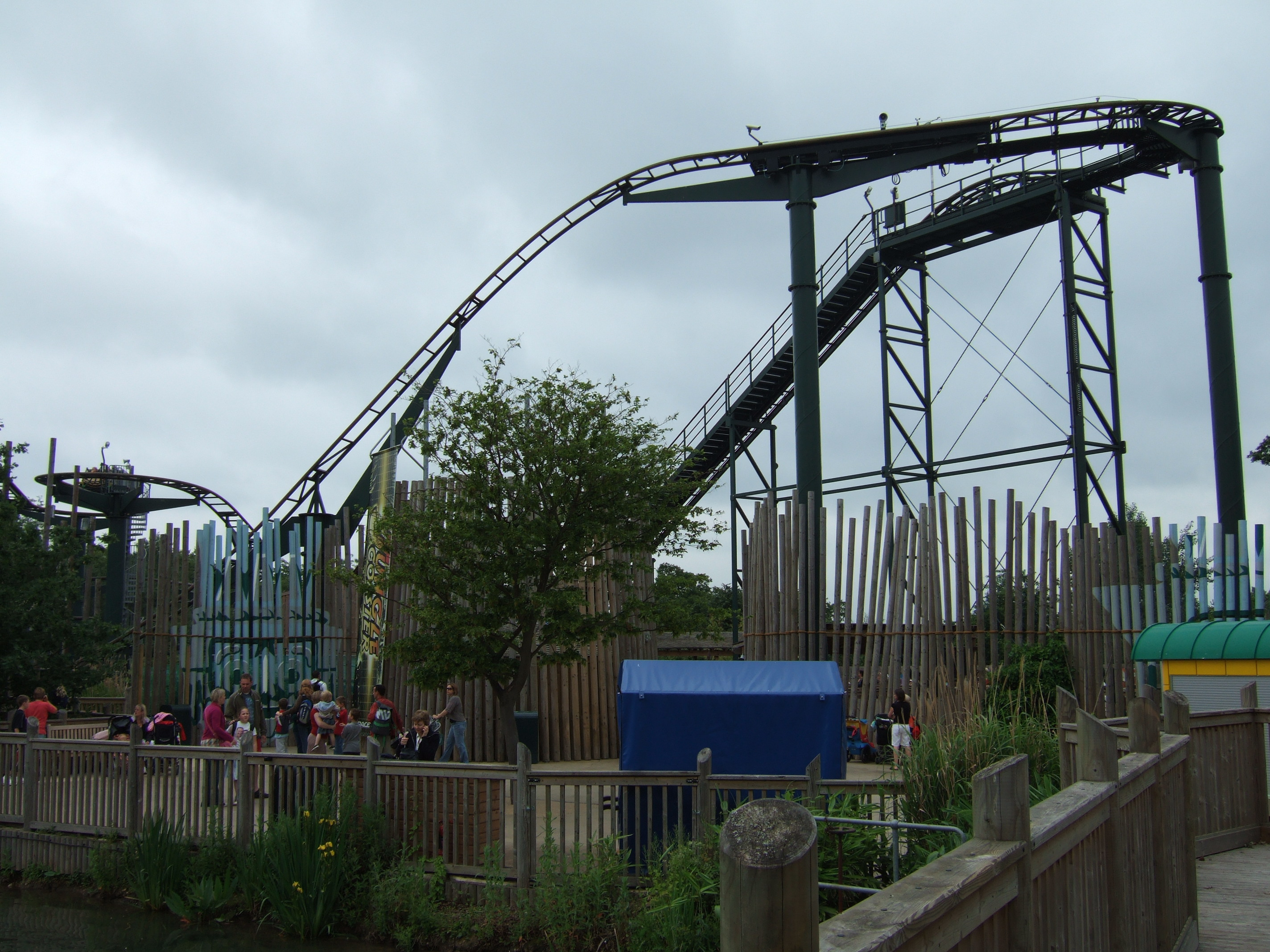
Jungle Coaster

## Récompenses
- Attraction familiale numéro 1 par le Group Leisure Magazine en 1999.
- Meilleure attraction pour enfant en Angleterre par le Yandell Publishing en 2002
- Tommy’s Parent Friendly Awards de la Meilleure attraction familiale en 2007

## Fréquentation
Fréquentation annuelle 

2 138 000 (2016)
2 420 000 (2023)